# تشارلز روبرت ليزلي
تشارلز روبرت ليزلي (بالإنجليزية: Charles Robert Leslie)‏ هو كاتب سير ذاتية ورسام أمريكي، ولد في 19 أكتوبر 1794 في لندن في المملكة المتحدة، وتوفي بنفس المكان في 5 مايو 1859.